# Allium hooshidaryae
Allium hooshidaryae là một loài thực vật có hoa trong họ Amaryllidaceae. Loài này được Mashayekhi, Zarre & R.M.Fritsch mô tả khoa học đầu tiên năm 2005.